# Leccinum palustre
Leccinum palustre är en svampart som beskrevs av M. Korhonen 1995. Leccinum palustre ingår i släktet Leccinum och familjen Boletaceae.   Inga underarter finns listade i Catalogue of Life.